# Suillus ochraceoroseus
Suillus ochraceoroseus är en svampart som först beskrevs av Walter Henry Snell, och fick sitt nu gällande namn av Rolf Singer 1973. Enligt Catalogue of Life ingår Suillus ochraceoroseus i släktet Suillus,  och familjen Suillaceae, men enligt Dyntaxa är tillhörigheten istället släktet Suillus,  och familjen Gomphidiaceae. Artens status i Sverige är: Ej påträffad. Inga underarter finns listade i Catalogue of Life.